# Royal Naval Air Service
Royal Naval Air Service (RNAS) oprettedes d. 1. juli 1914 som den britiske flådes flystyrker under ledelse af admiralitetet.
Ved krigsudbruddet i august 1914 var RNAS stærkere end det af British Army i 1912 oprettede Royal Flying Corps (RFC) og RNAS rådede over 12 kyststationer som også kaldtes RNAS, men under betydningen Royal Naval Air Station.
Indtil d. 1. august 1915 havde RFC og RNAS fælles pilottræning, men de to flystyrker blev derefter administrativt helt adskilt, indtil de d. 1. april 1918 igen blev slået sammen til Royal Air Force.

## Opgaver
Royal Naval Air Services hovedopgave var rekognoscering for flåden, patruljering af kysten for fjendtlige skibe og ubåde, angribe fjendtligt kystterritorium og forsvare Storbritannien mod luftangreb.
Alene i 1917 opdagede RNAS 175 ubåde og angreb 107.
Ubåds-bekæmpelsen foregik i samarbejde med Royal Navys skibe.
RNAS havde hovedansvaret for luftforsvaret af London og blev involveret i luftopgør med mange af den tyske Kaiserliche Marines luftskibe, som ofte endte med nedskydning af disse. Første gang et luftskib ødelagdes var d. 8. oktober 1914, da en RNAS-vandflyver bombede en hangar i Düsseldorf med en af den tyske hærs zeppelinere indeni. Lignende angreb foretoges samme år mod Køln og Friedrichshafen ved Bodensøen.
RNAS benyttede hovedsageligt vandflyvere som kunne fragtes på specialbyggede Royal Navy-skibe og sættes i vandet eller tages op efter behov, når vejret tillod det. Således foretog RNAS-vandflyvere juledag 1914 et angreb mod Cuxhaven og i 1916 flere mindre vellykkede angreb mod luftskibsbasen i Tønder.
Først hen mod krigens slutning begyndtes eksperimenter med byggeri af hangarskibe, hvor der på flydæk kunne foretages start og eventuel landing.

## Grader og distinktioner
| Royal Naval Air Service · (1914–April 1918) |                |                                                  |                                                  |                  |                   |                       |
| Wing Captain                                | Wing Commander | Squadron Commander (more than 8 years seniority) | Squadron Commander (less than 8 years seniority) | Flight Commander | Flight Lieutenant | Flight Sub-Lieutenant |

## Royal Air Force
Ved dannelsen d. 1. april 1918 af Royal Air Force omfattede RNAS-styrkerne 67.000 soldater, 2.949 fly, 103 balloner og 126 kyststationer.
De forskellige eskadriller (engelsk: squadron) kom under den nye struktur ved at blive tillagt 200 i nummeret, så for eksempel RNAS 1. eskadrille blev til RAF 201. eskadrille.
I 1937 genopstod Royal Navys flystyrker under admiralitetets kontrol, da Royal Air Force overførte Fleet Air Arm med de hangarskibsbårne fly. Undtaget var flyvebåde og landbaserede maritime patruljefly som hørte under RAF Coastal Command.
Fleet Air Arm kaldtes indtil 1952 officielt Naval Air Branch.

## Personligheder
- Winston Churchill - leder af admiralitetet 1911-15, altså marineminister
- Arthur Balfour - leder af admiralitetet 1915-16
- Edward Carson - leder af admiralitetet 1916-17
- Eric Geddes - leder af admiralitetet 1917-19
- William F. Dickson - ledende pilot under bombardementet af luftskibsbasen i Tønder
- Egbert Cadbury - fløj flyet som nedskød L 70 med den tyske luftskibsfører Peter Strasser
- Robert Leckie - skytte på flyet som nedskød L 70
- Reginald Warneford - fik Victoriakorset
- Raymond Collishaw - flyveres
- Bert Hinkler - australsk flypioner
- Henry Allingham - verdens ældste mand

## Eksterne links
1. ↑  The Zeppelin Base Raids - Germany 1914 Arkiveret 18. oktober 2014 hos  Wayback Machine, af Ian Castle (2011). ISBN 184908243X